# Zierikzee

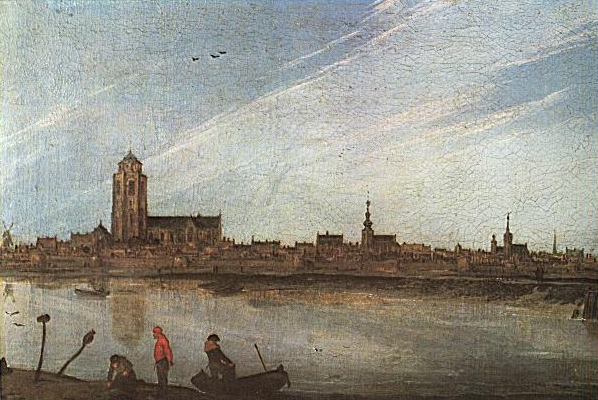
Zierikzee, obraz z 1618 roku.

Zierikzee – miasto w Holandii, w prowincji Zelandia, w gminie Schouwen-Duiveland. Most Zeelandbrug, przez który biegnie droga N256 oraz ścieżka rowerowa, umożliwia dogodną komunikację z Antwerpią i Gandawą. W samym mieście i jego okolicy znajduje się ponad 500 zabytkowych budowli.

## Historia
Zierikzee prawdopodobnie powstało w końcu IX w. Archeologiczne potwierdzenia zasiedlenia tych terenów wskazują na wiek XI. Pierwsze udokumentowane doniesienie o Zierikzee pochodzi z roku 1134 z czasu powodzi spowodowanej dużą falą przypływową. Prawa miejskie uzyskało w 1248. W wiekach XV – XVI wielokrotnie nawiedzające miasto pożary poczyniły znaczne szkody.
Zierikzee w średniowieczu było bogatym miastem handlowym. Sprzedawano głównie sól, ryby, sukno i poszukiwany czerwony barwnik z marzanny barwierskiej. Posiadało piękny port, rozbudowane mury obronne z zachowanymi do dzisiaj bramami. Posiadało wiele znaczących budowli, takich jak: ratusz, kościoły, bogate domy mieszczan i wiatraki, z których część zachowała się do dzisiaj. Z powodu dużego znaczenia strategicznego Zierikzee było często oblegane przez wrogów.
W 1304 miasto przez wiele mięsięcy było oblężone. Uwolnione zostało przez nadpłynięcie floty okrętów holenderskich i francuskich, która odniosły zwycięstwo nad oblegającymi.
W roku 1575 na początku Wojny osiemdziesięcioletniej po dziewięciomiesięcznym oblężeniu miasto ponownie dostało się w ręce wrogich wojsk, które po krótkim okresie okupacji miasta musiały je opuścić.
W XIX w. wyburzono mury miejskie pozostawiając trzy bramy miejskie. W 1832 spłonął kościół Sint Lievensmonsterkerk, który rozebrano pozostawiając jego wieżę. W jego miejsce wybudowano obok Nowy Kościół w stylu modernistycznym. Zmniejszono taże stary port, w którego pozostałej części cumują zabytkowe typy statków. W 1900 powstała wytwórnia składników piekarniczych „Zeelandia” założona przez H. J. Doeleman’a, która stała się koncernem i jest dzisiaj jednym z ważnych gałęzi gospodarki miasta. W budynkach starej fabryki mieści się dzisiaj Muzeum Piekarnictwa „Om den Broode”. W 1920 dokonano elektryfikacji miasta, a do 1930 zakończono podłączanie do systemu kanalizacyjnego. W połowie XX w. zakończono wytwarzanie cygar, które dawało kilkaset miejsc pracy.

## Główne atrakcje turystyczne
- Wieża kościoła Sint-Lievens-Monstertoren z XV w.
- Nowy kościół (Nieuwe Kerk) z 1835-1848
- Kościół Gasthuiskerk z XV w.
- Ratusz z XVI w.
- Tempelierenhuis z XIV w. przy Meelstraat 3 (zwany też „Huis de Haan") (najstarszy dom w mieście)
- Brama Nobelpoort z XIV w.
- Południowa Brama Portowa (Zuidhavenpoort) z XIV w.
- Północna Brama Portowa (Noordhavenpoort) z XIV w.
- Wiatrak zbożowy De Hoop z 1874
- Wiatrak zbożowy Den Haas zbudowany w 1772 (przy porcie)

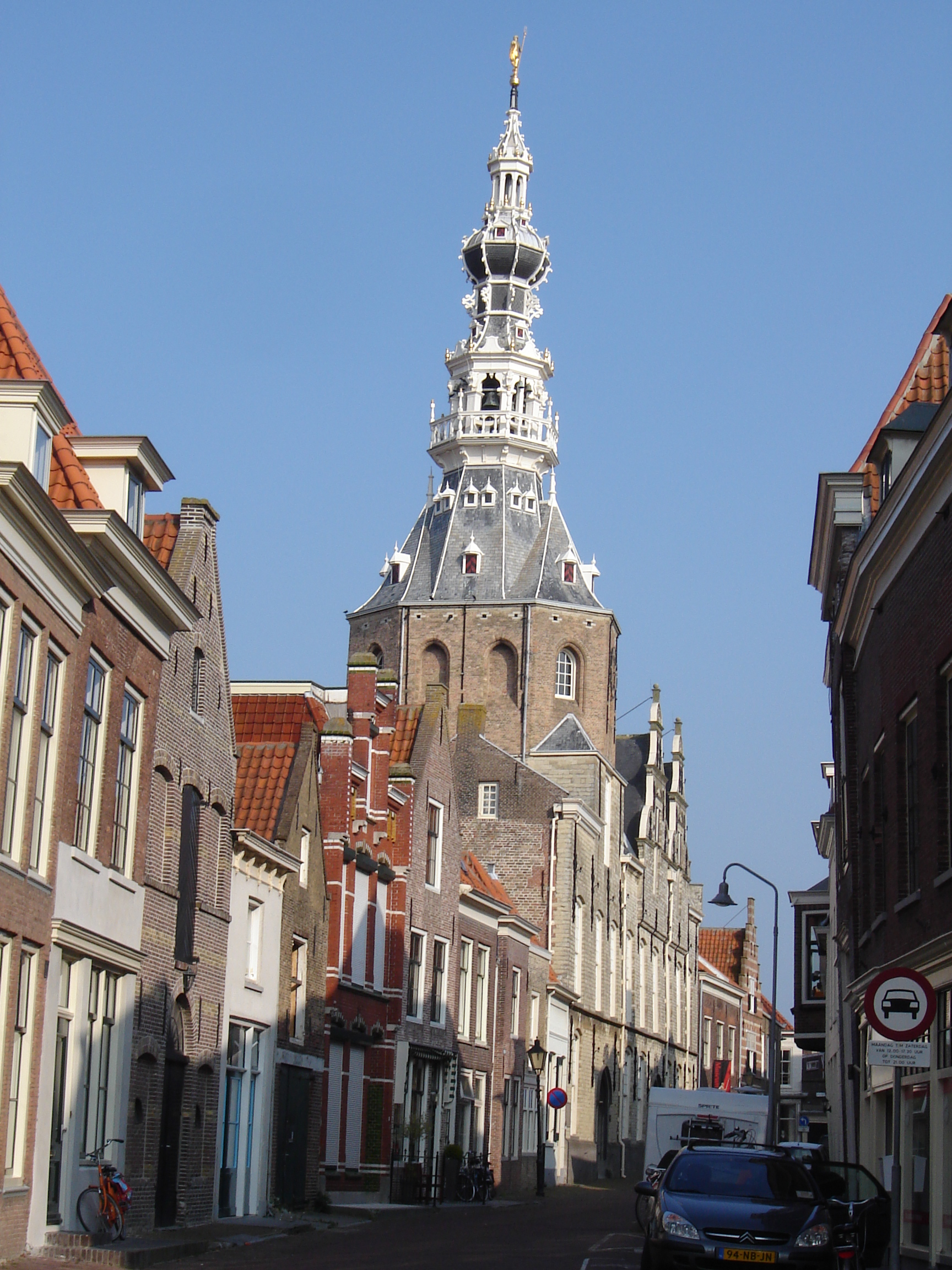
Ratusz
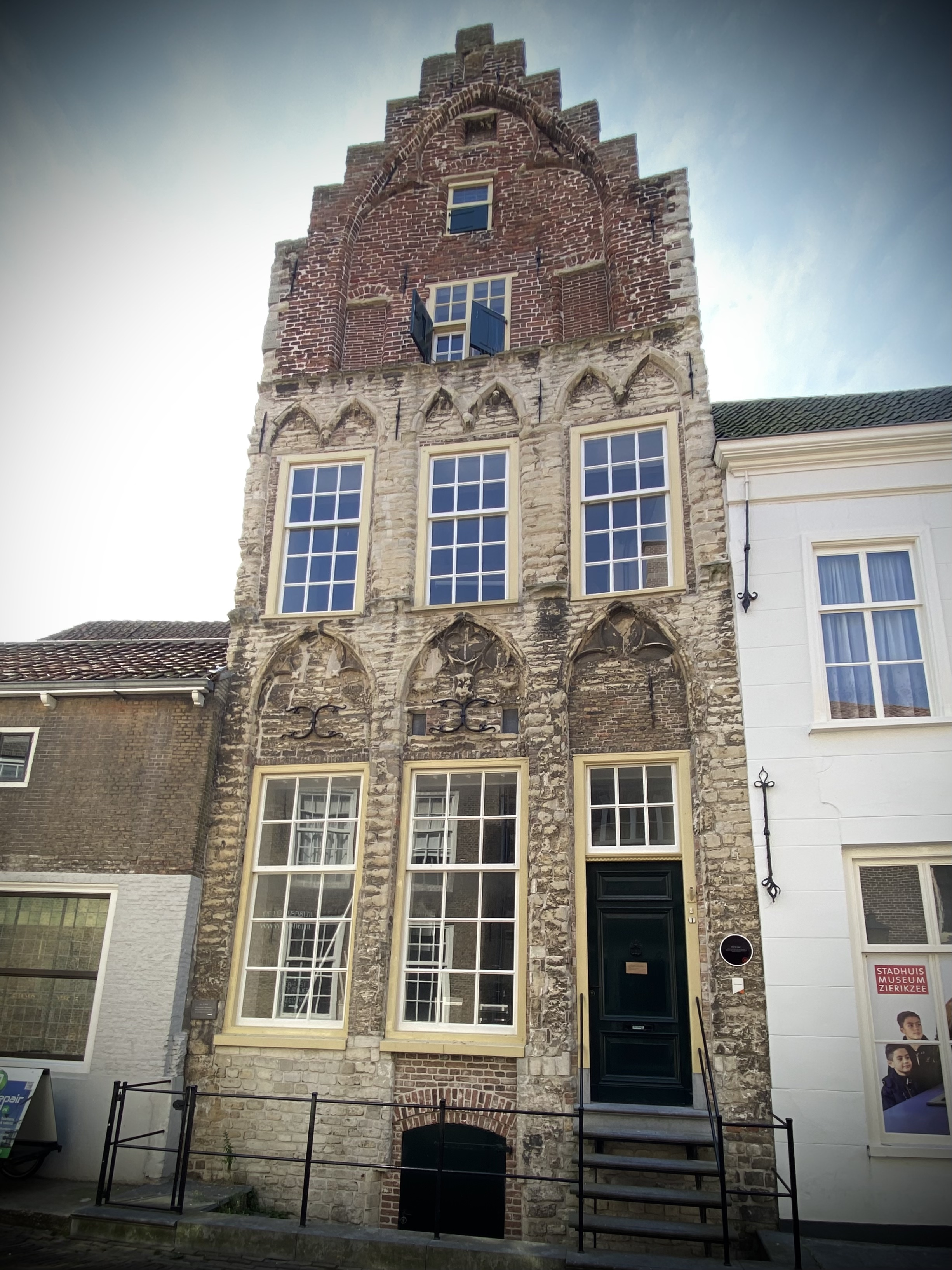
Dom Templariuszy przy  Meelstraat 1
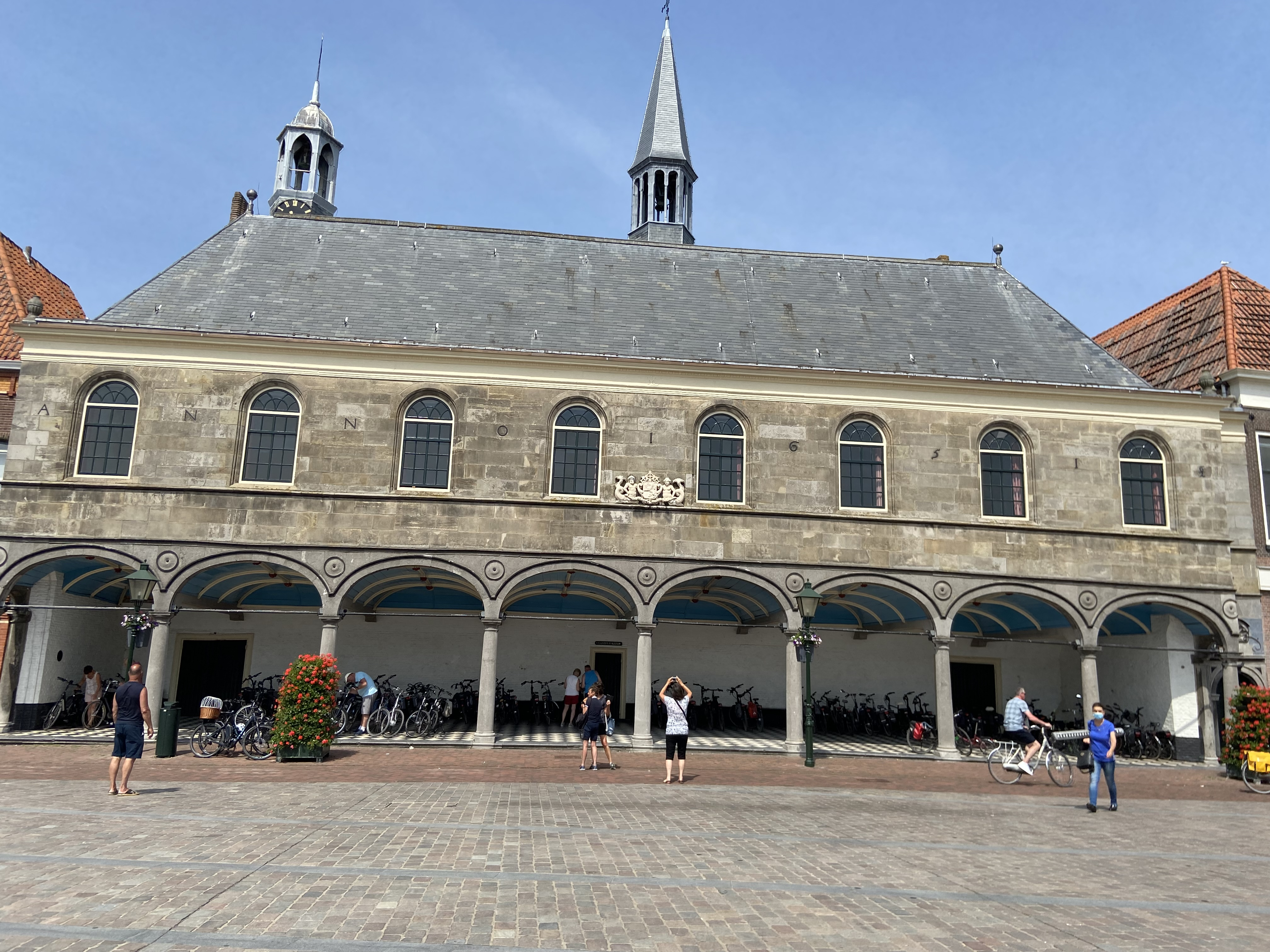
Kościół Gasthuiskerk
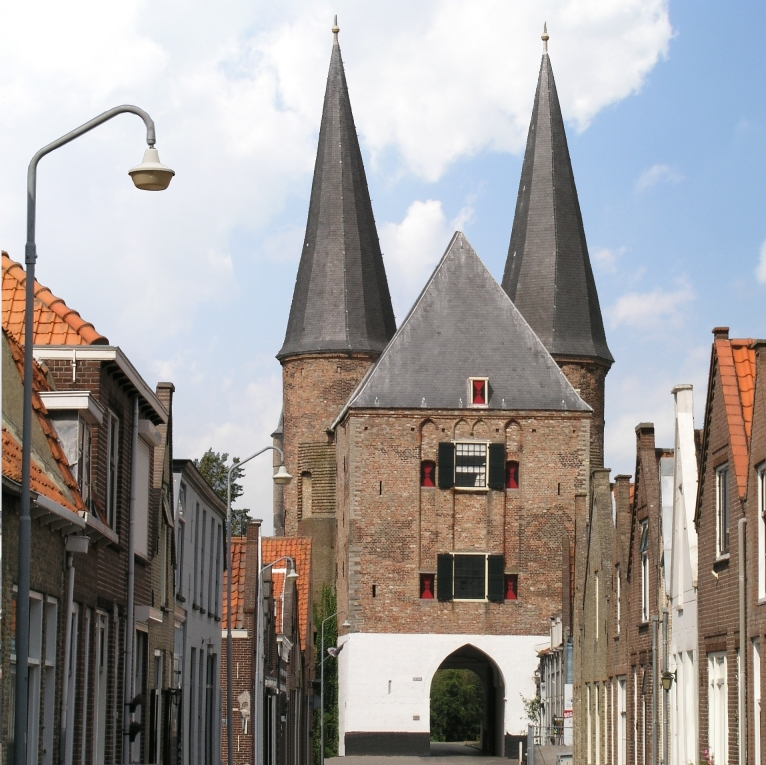
Brama Nobelpoort – od strony miasta
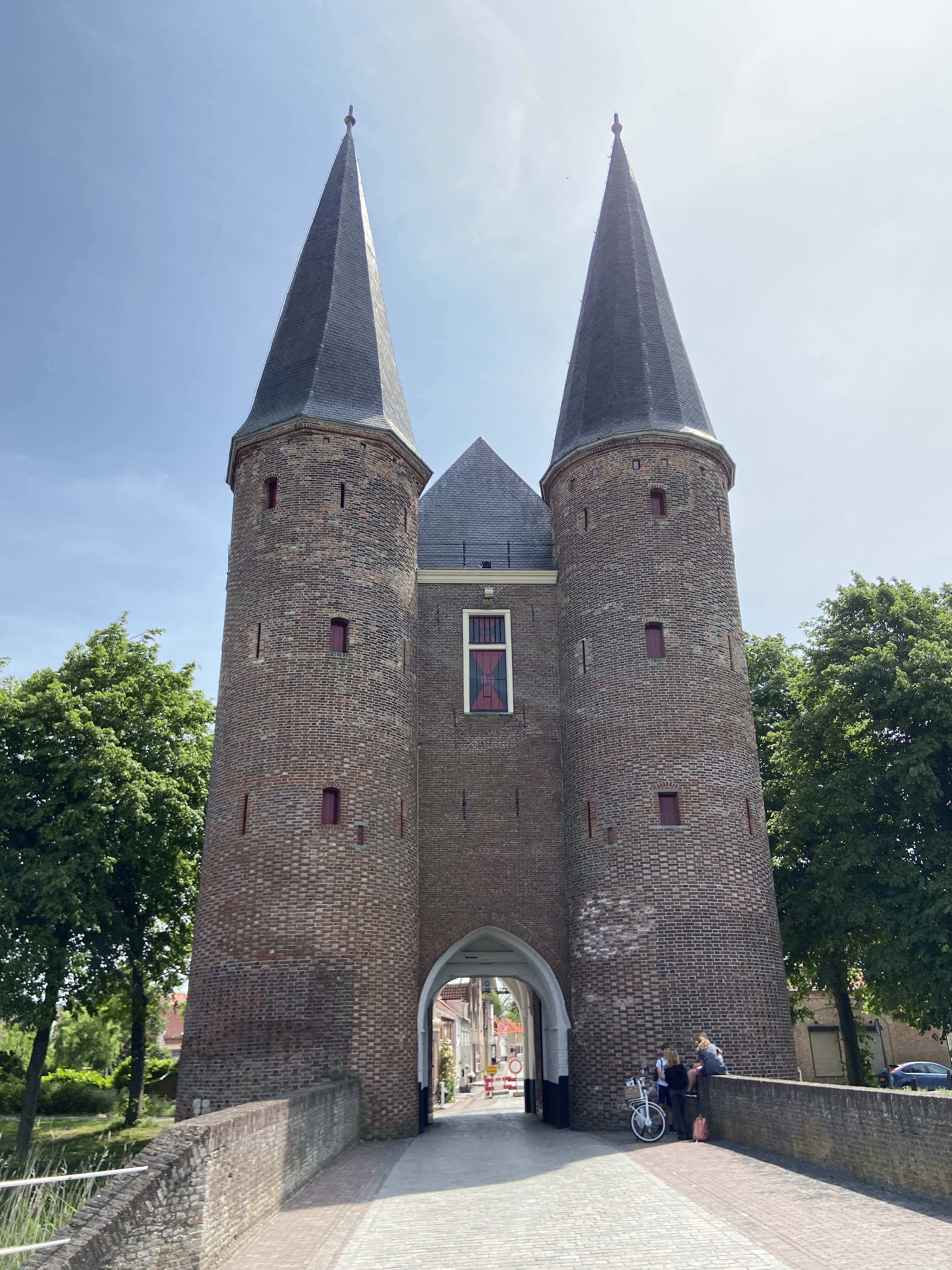
Brama Nobelpoort – od strony zewnętrznej miasta
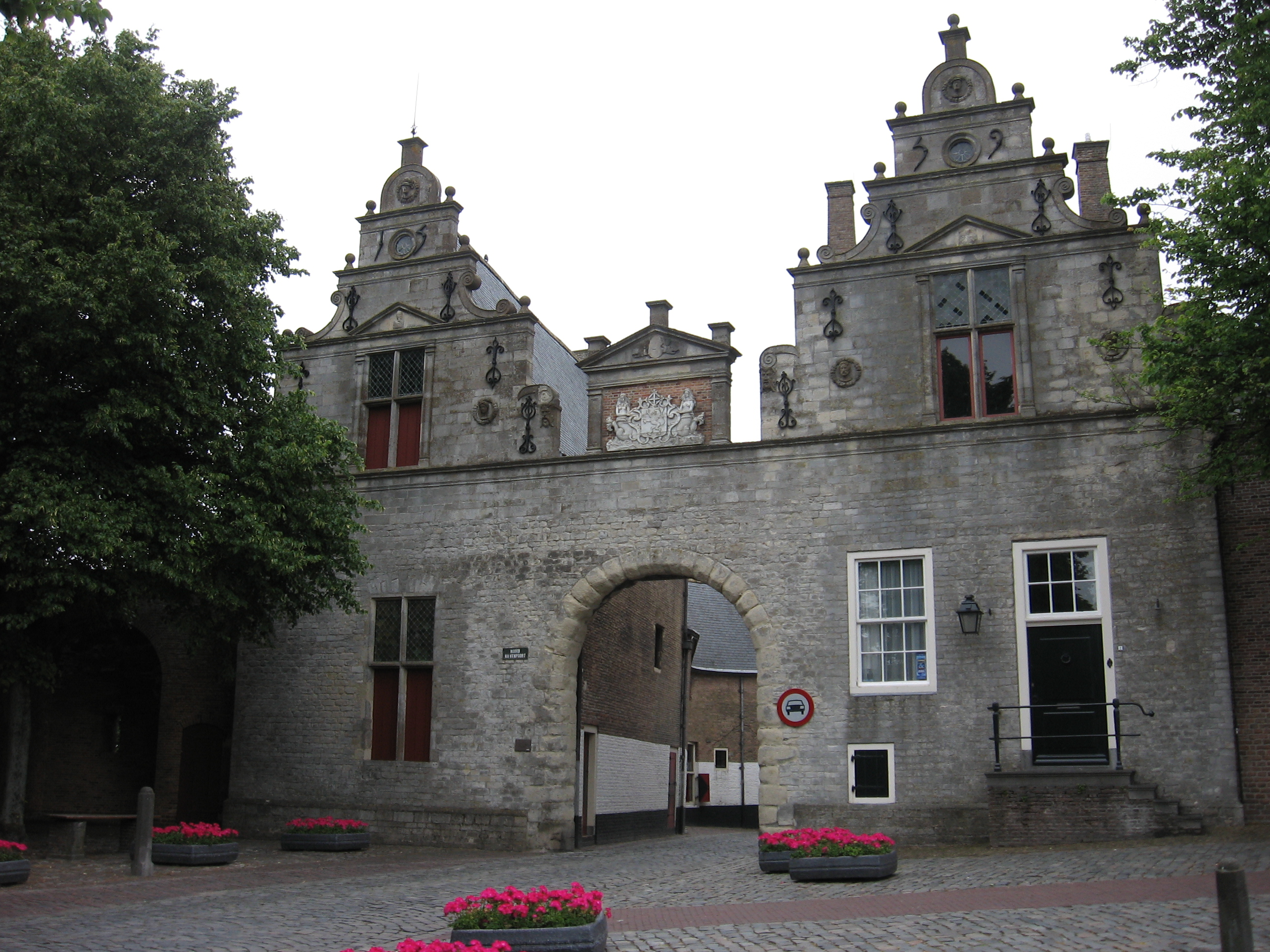
Brama portowa północna - Noordhavenpoort
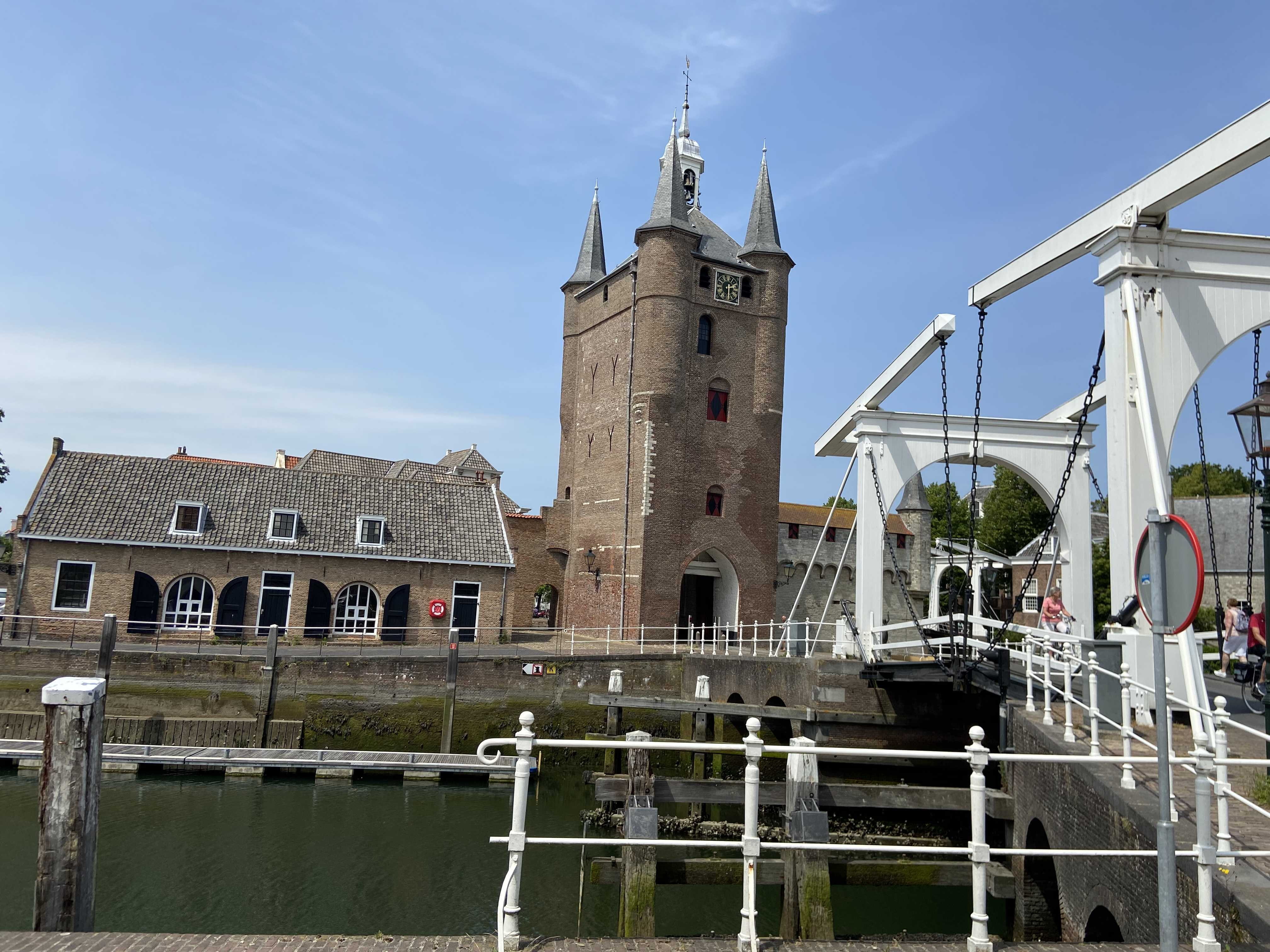
Południowa Brama Portowa, Stary Port
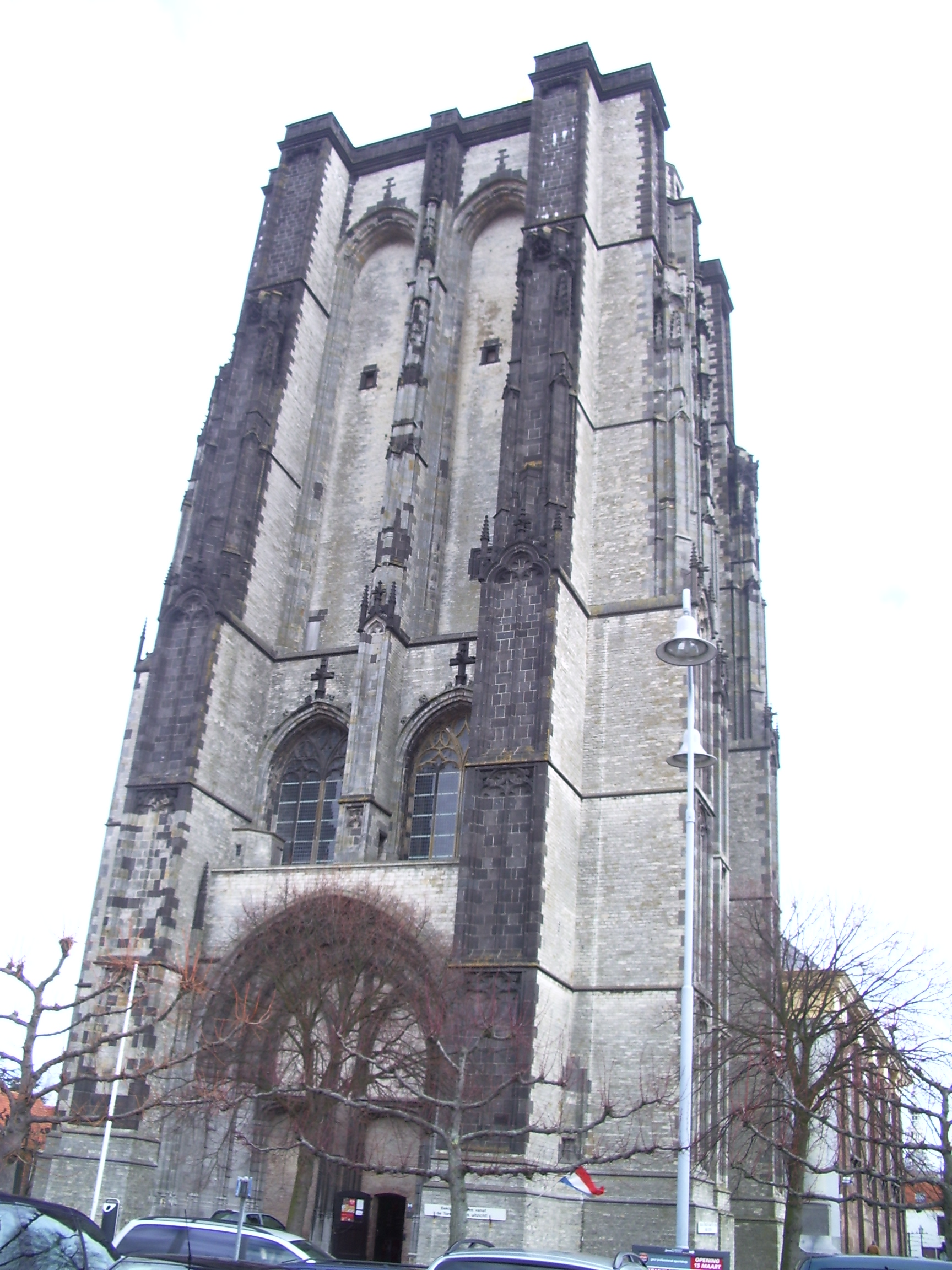
Wieża kościoła Sint-Lievens-Monstertoren (zwana też Grubą wieżą)